# Minas (Kuba)
Koordinaten: 21° 29′ N, 77° 36′ W
Minas ist ein Municipio und eine Stadt in der kubanischen Provinz Camagüey.

## Demographie
2004 zählte die Gemeinde Minas 38.517 Einwohner. Mit einer Gesamtfläche von 1015 km² besitzt die Stadt eine Bevölkerungsdichte von 37,9 Einwohner/km².